# 二壘安打
二壘安打（英語：double、日语：／ Niruida */?），是棒球術語安打的一種，打者可以跑上二壘。
二壘安打是長打的一種，長打包含二壘安打、三壘安打，以及全壘打。日本職棒最多二壘打紀錄是立浪和義所創下的487支，單季最高紀錄是谷佳知2001年的52支。而美國職棒的紀錄是特里斯·史畢克（Tris Speaker）創下的792支，單季最高紀錄是1931年由厄爾·韋伯（Earl Webb）創下的67支。

## 場地二壘安打
場地二壘安打（Ground rule double）為一種特殊的二壘安打。當球被擊出後，因場地因素無法進行正常的守備動作﹝譬如球在外野落地後彈出全壘打牆外﹞時，此時裁判會判定為場地二壘安打，紀錄上記為二壘安打，打者會直接站上二壘，二、三壘若有跑者則回本壘得分，一壘若有跑者則上三壘。

## 美國大聯盟紀錄

### 生涯
1. 特里斯·史畢克 - 792
2. 彼得·羅斯 - 746
3. 斯坦·穆休 - 725
4. 泰·柯布 - 724
5. 克雷格·比吉歐 - 668
6. 喬治·布列特 - 665
7. Nap Lajoie - 657
8. 卡尔·雅泽姆斯基 - 646
9. Honus Wagner - 643
10. 漢克·阿倫 - 624

### 單季
1. Earl Webb （1931年） - 67
2. George Burns （1926年） - 64
3. Joe Medwick （1936年） - 64
4. 漢克·格林伯格 （1934年） - 63
5. Paul Waner （1932年） - 62

## 日本職棒記錄

### 生涯
| 排名 | 姓名     | 支數 |
| 1    | 立浪和義 | 487  |
| 2    | 福本豊   | 449  |
| 3    | 山内一弘 | 448  |
| 4    | 王貞治   | 422  |
| 5    | 張本勳   | 420  |
| 6    | 長嶋茂雄 | 418  |
| 7    | 榎本喜八 | 409  |
| 8    | 川上哲治 | 408  |
| 9    | 松原誠   | 405  |
| 10   | 野村克也 | 397  |
| ---- | -------- | ---- |

### 單季
| 順位 | 名前             | 所属   | 数 | 達成年 |
| ---- | ---------------- | ------ | -- | ------ |
| 1    | 谷佳知           | 歐力士 | 52 | 2001年 |
| 2    | 福浦和也         | 羅德   | 50 | 2003年 |
| 3    | フィル・クラーク | 近鐵   | 48 | 1998年 |
| 4    | 山内一弘         | 毎日   | 47 | 1956年 |
| 4    | 福留孝介         | 中日   | 47 | 2006年 |
| 6    | 松井稼頭央       | 西武   | 46 | 2002年 |
| 7    | 大沢清           | 大洋   | 45 | 1950年 |
| 7    | 松原誠           | 大洋   | 45 | 1978年 |
| 7    | 森野将彦         | 中日   | 45 | 2010年 |
| 10   | 青木宣親         | 養樂多 | 44 | 2010年 |
| 10   | 井口資仁         | 羅德   | 44 | 2010年 |

## 中華職棒紀錄
中華職棒二壘安打最多紀錄保持者，是張泰山的377支。單季最高紀錄，則是林益全在2012年締造的46支。